# Chiffa
Chiffa (em árabe: الشفة) é uma cidade e desfiladeiro nas montanhas do Atlas do Tell, do norte da Argélia. Segundo o censo de 2008, a população total da cidade era de 34 268 habitantes. Este desfiladeiro é uma das poucas áreas de habitat na Argélia que suporta uma subpopulação de macaca sylvanus, macaco-de-gibraltar.